# Olivares (Sevilla)
Olivares egy község Spanyolországban, Sevilla tartományban. Olivares Albaida del Aljarafe, Sanlúcar la Mayor, Gerena, Salteras, Espartinas és Villanueva del Ariscal községekkel határos. Lakosainak száma 9504 fő (2024).

## Népesség
A település népessége az elmúlt években az alábbi módon változott:
| Lakosok száma | 7894 | 8573 | 9012 | 9420 | 9587 | 9564 | 9422 | 9394 | 9444 | 9504 |
|               | 2001 | 2004 | 2007 | 2009 | 2012 | 2014 | 2017 | 2019 | 2022 | 2024 |